# هولمز و واتسون
هولمز و واتسون (انگلیسی: Holmes & Watson) یک فیلم در سبک کمدی و معمایی به کارگردانی ایتان کوئن است که از سوی کلمبیا پیکچرز در ۲۵ دسامبر ۲۰۱۸ منتشر شد. این فیلم در سی و نهمین دوره جوایز تمشک طلایی برنده چهار جایزه مختلف شد

## بازیگران
- ویل فرل
- جان سی ریلی
- کلی مکدونالد
- ربکا هال
- رالف فاینز
- لورن لپکس
- هیو لوری
- راب برایدون
- نوآ جوپ